# Рой, Дип
Дип Рой (англ. Deep Roy), он же Гэрдип (Гордип) Рой (англ. Gurdeep Roy), Рой Дип (англ. Roy Deep), настоящее имя — Мохиндер Пурба (англ. Mohinder Purba; родился 1 декабря 1957 года, Найроби, Кения) — британский актёр-лилипут индийского происхождения, каскадёр, кукольник.

## Карьера
После обучения в школе комедии Слим Вуда, Дип начал свою карьеру в жанре "Стендап" в местных развлекательных клубах. В апреле 1970 он появился на лондонской сцене в пьесе "Замечательный работник" Рэя Куни.
Дебютировал на экране в 1976 году в эпизоде «Мишень» (англ. Target) сериала «Новые Мстители» (англ. The New Avengers), в котором сыграл Клоки. В том же году снялся в фильме «Розовая пантера наносит новый удар» в роли итальянского убийцы. В самом начале карьеры ему досталась роль господина Сина, злодея с ярко выраженной жаждой убийства, в сериале «Доктор Кто» — эпизод «Когти Венг-Чанга» (1977). Играл в четырёх эпизодах сериала «Семёрка Блейка» (1978—1980).
Дип Рой сыграл обезьян в фильмах «Грейстоук: Легенда о Тарзане, повелителе обезьян» (1984) и в ремейке 2001 года Тима Бёртона «Планета обезьян». Он играл и в двух других фильмах Тима Бёртона — «Крупная рыба» (2003) и «Чарли и шоколадная фабрика» (2005). В последнем Дип Рой сыграл сразу 165 маленьких работников шоколадной фабрики — умпа-лумпов. Ради этой роли он занимался йогой, танцами и научился играть на нескольких инструментах. Его голосом говорит генерал Бонесапарт в анимационном проекте того же режиссёра «Труп невесты» (2005).
Как актёр также снимался в фильмах «Рождественские приключения Бенджи» (1978), «Флэш Гордон» (1980), «Возвращение в страну Оз» (1985), «Фатальная женщина» (1989) «Образина» (1993), «Секретные материалы» (2001). Как кукольник участвовал в фильмах «Тёмный кристалл» (1982), «Звёздные войны. Эпизод VI: Возвращение джедая» (1983), «Бесконечная история» (1984), «Инопланетянка из Лос-Анджелеса» (1988), «Вой 6: Уродцы» (1991) и «Особняк с привидениями» (2003).
Снялся в эпизодических ролях в фильмах «Трансформеры: Месть падших» (2009) и «Звёздный путь» (2009). Одной из самых известных ролей актёра стала роль Аарона, жертвы мексиканского преступника индийского происхождения в сериале «На дне» (2010). Дип Рой снялся в роли Сандипа Маджумдара в короткометражном фильме «Баллада о Сандипе» (2011), за которую получил премию «Colorado Film Festival» в категории «Лучший актёр». Озвучил Мушану в мультфильме «Замбезия» (2012). Сыграл роль Кинсера в фильмах «Стартрек: Возмездие» (2013) и «Стартрек: Бесконечность» (2016).